# Peenehagen
Peenehagen ist der Name einer Gemeinde im Landkreis Mecklenburgische Seenplatte in Mecklenburg-Vorpommern (Deutschland), die zum 1. Januar 2012 aus dem Zusammenschluss der Gemeinden Groß Gievitz, Hinrichshagen und Lansen-Schönau entstanden ist. Die Gemeinde wird vom Amt Seenlandschaft Waren mit Sitz in der Stadt Waren (Müritz) verwaltet.

## Geografie
Die Gemeinde liegt in der Mecklenburgischen Seenplatte in dem waldreichen hügeligen Gebiet nördlich der Stadt Waren (Müritz) und westlich des Torgelower Sees. Namengebend ist die Ostpeene, die im Gemeindegebiet aus dem Torgelower See austritt.
Zur Gemeinde Peenehagen gehören die Ortsteile Alt Schönau, Carlsruh, Forsthof, Groß Gievitz, Hinrichshagen, Johannshof, Klein Gievitz, Lansen, Levenstorf, Minenhof, Neu Schönau, Schwarzenhof und Sorgenlos.

## Geschichte
Alt Schönau wurde erstmals 1230 als Schonowhage in einer Besitzurkunde aufgeführt. Die Feldsteinkirche mit Giebeln aus Backstein stammt aus dem 14. Jahrhundert. Das Gutshaus Alt Schönau wurde Ende des 18. Jahrhunderts erbaut.
Groß Gievitz ist vermutlich im 13. Jahrhundert gegründet und wurde 1316 erstmals erwähnt. Es erlangte Bedeutung als Handwerkerdorf und besaß bis 1848 die Marktgerechtigkeit.
Hinrichshagen war in der Bronzezeit besiedelt. 1311 wurde der Ort erstmals erwähnt.
Lansen-Schönau entstand 2005 durch einen Zusammenschluss von  Alt Schönau und Lansen. Die Dorfkirche Lansen, ein Backsteinbau mit Dreiachtel-Chor, entstand im Kern um 1400 mit Ergänzungen im 17. Jahrhundert. Das Gut Lansen besaßen die Familien von Meyenn (bis 1793), von Randow und von Hahn (1798–1932); es wurde dann aufgesiedelt.
Sorgenlos: Bis 1855 war Sorgenlos eine Meierei des Gutes Deven. Besitzer war u. a. seit 1870 die Familie  Canel. Das sanierte, historisierende Gutshaus stammt von um 1900 und ist seit 1945 ein Wohnhaus.

## Politik

### Gemeindevertretung und Bürgermeister
Der Gemeinderat besteht (inkl. Bürgermeisterin) aus 10 Mitgliedern. Die Wahl zum Gemeinderat am 26. Mai 2019 hatte folgende Ergebnisse:
| Partei/Bewerber            | Prozent | Sitze |
| -------------------------- | ------- | ----- |
| CDU                        | 50,80   | 6     |
| Einzelbewerber Maiweg      | 14,54   | 1     |
| AfD                        | 8,16    | 1     |
| Einzelbewerber Garmshausen | 6,72    | 1     |
| Einzelbewerberin Möller    | 6,67    | 1     |

Bürgermeisterin der Gemeinde ist Christiane Haack, sie wurde mit 68,04 % der Stimmen  gewählt.

### Wappen, Flagge, Dienstsiegel
Die Gemeinde verfügt über kein amtlich genehmigtes Hoheitszeichen, weder Wappen noch Flagge. Als Dienstsiegel wird das kleine Landessiegel mit dem Wappenbild des Landesteils Mecklenburg geführt. Es zeigt einen hersehenden Stierkopf mit abgerissenem Halsfell und Krone und der Umschrift „GEMEINDE PEENEHAGEN • LANDKREIS MECKLENBURGISCHE SEENPLATTE“.

## Kultur und Sehenswürdigkeiten
- Gutshaus Alt Schönau
- Frühgotische Feldsteinkirche in Alt Schönau
- Barockes Gutshaus in Groß Gievitz aus dem 17. Jahrhundert
- Barocker Marstall in Groß Gievitz aus dem 17. Jahrhundert
- Frühgotische Dorfkirche Groß Gievitz aus dem 13. Jahrhundert
- Neogotische Kapelle der Familie von Voss in Groß Gievitz
- Gotische Dorfkirche Lansen von um 1400 aus Backstein mit freistehendem hölzernem Glockenstuhl
- Gutshaus Sorgenlos, ein sanierter, historisierender, zweigeschossiger Putzbau von um 1900 mit Mansarddach und mittigem Treppenturm; Turmhelm mit Glockenhaube und Laterne

## Infrastruktur
Durch das Gemeindegebiet führt die stillgelegte Bahnstrecke Waren–Malchin.

## Persönlichkeiten (alphabetisch)
- Günther Freiherr von Hammerstein-Equord (1877–1965), deutscher Offizier, zuletzt Generalleutnant im Zweiten Weltkrieg
- Max Rudeloff (1857–1929), deutscher Ingenieur, Professor des Materialprüfungswesens und Direktor des Königlichen Materialprüfungsamtes Berlin
- Gertraud Wendlandt (1951–2023), Bildhauerin, lebte ab 1995 in Lansen-Schönau

## Nachweise
1. ↑  Statistisches Amt M-V – Bevölkerungsstand der Kreise, Ämter und Gemeinden 2023 (XLS-Datei) (Amtliche Einwohnerzahlen in Fortschreibung des Zensus 2011) (Hilfe dazu).
2. ↑  Statistisches Bundesamt
3. ↑  Zweckverband Kommunale Datenverarbeitung Oldenburg(ZKO)
4. ↑  Zweckverband Kommunale Datenverarbeitung Oldenburg(ZKO)
5. ↑  Hauptsatzung § 2 Abs.1 (Memento des Originals vom 20. Dezember 2019 im Internet Archive)  Info: Der Archivlink wurde automatisch eingesetzt und noch nicht geprüft. Bitte prüfe Original- und Archivlink gemäß Anleitung und entferne dann diesen Hinweis.